# Bataille du cap Henry
Guerre d'indépendance des États-Unis
Batailles
m
Opérations navales de la guerre d'indépendance des États-Unis (en) :
- Bataille de Fairhaven
- Machias (1775)
- Bataille de Gloucester (1775)
- Incendie de Falmouth
- Block Island
- Bataille de Turtle Gut Inlet (en)
- Bataille de Machias (1777)
- Newport
- Raid de Grey (en)
- Raid de Chesapeake (en)
- Raid de Tryon (en) (Bataille de Norwalk (en))
- Expédition de Penobscot
- Cap Henry
- Cap Breton
- Capture de l'USS Trumbull (en)
- Bataille du cap Ann (en)
- Baie de Chesapeake
- Capture du HMS Savage (en)
- Bataille de baie du Delaware (1re) (en)
- Bataille navale d'Halifax (en)
- Raid sur Lunenburg (en)
- Baie d'Hudson
- Bataille de la baie du Delaware (2e) (en)
- Bataille de la baie du Delaware (3e) (en)
- Combat du 22 janvier 1783 (en)

La bataille du cap Henry est une bataille navale de la guerre d'indépendance des États-Unis qui est livrée dans la baie de Chesapeake le 16 mars 1781 entre l'escadre britannique menée par l'amiral Marriott Arbuthnot et l'escadre française du capitaine Charles Sochet des Touches.
Cette bataille est également appelée 1re bataille de Chesapeake et combat de Chesapeake.
Une seconde bataille plus importante eut lieu à Chesapeake le 5 septembre de la même année, et qui fut cette fois-ci une victoire française décisive.

## Circonstances
Il avait été convenu entre les généraux des deux armées française et américaine que, pendant que La Fayette irait assiéger Arnold dans Portsmouth, une flotte française portant un millier d'hommes viendrait l'attaquer par mer. 
Rochambeau fit embarquer, le 8 mars 1781, à cet effet, sur les vaisseaux de Destouches 1 200 hommes commandés par Charles du Houx de Vioménil. Ces soldats étaient tirés du régiment de Bourbonnais, sous la conduite du colonel de Laval et du major Gambs ; et de celui du régiment de Soissonnais, sous les ordres de son colonel en second, le vicomte de Noailles, et du lieutenant-colonel Anselme de la Gardette.
Il y avait sur les vaisseaux un nombre de mortiers et de pièces d'artillerie suffisant pour soutenir un siège dans le cas où l'expédition réussirait
Dumas fut chargé d'aller à New London, petit port sur la côte de Connecticut, en face de la pointe de Long-Island et du mouillage de l'escadre britannique, pour l'observer de plus près pendant que celle de Destouches se disposait à sortir. Il put remarquer qu'elle était dans la plus parfaite sécurité. Aussi, Destouches profita-t-il d'un vent Nord-Est qui s'éleva le 8 mars, pour mettre à la voile. Son escadre était composée de sept vaisseaux de ligne, du Romulus de 44 canons pris aux Anglais et d'une frégate.
Il y avait à bord quatre compagnies de grenadiers et de chasseurs, un détachement de 164 hommes de chacun des régiments, et cent hommes d'artillerie, ensemble 1 156 hommes.
Une mer orageuse et inégale força le chef de l'escadre française à se porter au large pour se rapprocher ensuite de la côte aussitôt qu'il fut à la latitude de la Virginie. Un instant ses vaisseaux furent dispersés ; mais il put les rallier à l'entrée de la baie de Chesapeake. 
En même temps, il découvrit l'escadre britannique, qui sous les ordres de l'amiral Graves était partie de son mouillage vingt-quatre heures après lui, mais qui en suivant une voie plus directe était arrivée deux jours avant. L'amiral britannique était monté sur le London, vaisseau à trois ponts, plus fort qu'aucun des vaisseaux français. Les autres vaisseaux britanniques étaient égaux par le nombre et l'armement à ceux de l'escadre française.
C'était le 16 mars. Destouches comprit que son expédition était manquée. Il ne crut pas toutefois pouvoir se dispenser de livrer un combat et donna l'ordre de se former en ligne de bataille.

## La bataille

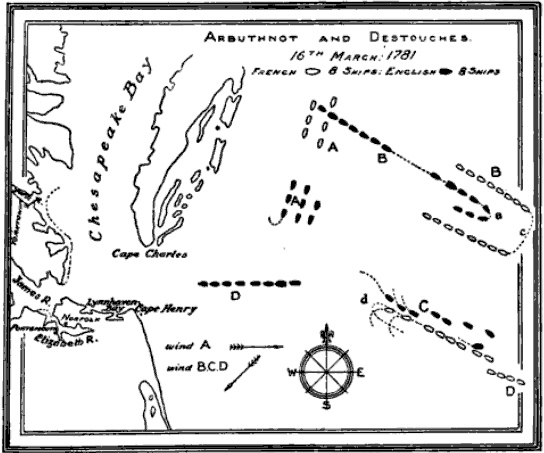
Plan de la bataille dressé par Mahan. Les vaisseaux anglais sont en noir, les vaisseaux français en blanc. Les positions de chaque flotte et l'évolution du combat sont signalés par les lettres :
- A: position des deux escadres en vue l'une de l'autre
- B: premier engagement
- C: second engagement
- D: retraite

Le feu commença de part et d'autre avec vivacité. La tête de la ligne anglaise arriva et l'avant-garde française fit le même mouvement pour le prolonger.
L'amiral français voyant que la manœuvre des Anglais ne lui permettait plus de prolonger leur ligne, se détermina à la faire défiler en entier par une manœuvre hardie sur la tête de l'ennemie. Ce mouvement eut un succès complet, et leur chef de file eut à peine essuyé le feu du cinquième vaisseau qu'il arriva et se mit sous la protection d'une frégate.  
Le combat fut très-vif et dans lequel se distinguèrent surtout le Conquérant, le Jason et l'Ardent. Le premier perdit son gouvernail. Presque tout son équipage fut mis hors de combat ; de Laval lui-même y fut blessé. Un combat d'arrière-garde eut lieu ensuite.
Le feu ayant cessé de part et d'autre, le Chevalier Des Touches ordonna de rétablir l'ordre de bataille. Mais les Anglais ne crurent point devoir courir les risques d'un second engagement, l'escadre britannique ayant été particulièrement maltraitée.
L'escadre britannique se retira un peu plus loin, mais elle garda la baie, et quelques jours plus tard le général Phillips, parti de New York avec deux mille hommes, put rejoindre Arnold et lui assurer en Virginie une supériorité incontestable.
Le capitaine Des Touches rentra à Newport le 18, après sa glorieuse mais inutile tentative.

## Ordre de bataille
Des informations sur le nom des bâtiments et le nombre de canons embarqués sont Morrissey, en l'absence d'informations contraires. Les noms des capitaines sont fournis par Mahan, en l'absence d'informations contraires, et le nombre de victimes par Lapeyrouse-Bonfils,. Mahan et Lapeyrouse-Bonfils sont en désaccord quant au nombre de victimes ; Mahan rapporte que les Anglais avaient à déplorer 30 tués et 73 blessés, et que les Français comptaient 72 tués et 112 blessés.
Les sources divergent également sur le nom du bâtiment commandé par Des Touches et sur son pavillon. Les sources en langue anglaise, affirment que son pavillon flottait sur Le Neptune, alors que Lapeyrouse-Bonfils affirme qu'il s'agissait du Duc de Bourgogne. Le Duc de Bourgogne était le navire amiral du prédécesseur de Des Touches, le Chevalier de Ternay, à l'époque où Des Touches était capitaine du Neptune. Il est donc probable que Des Touches soit passé sur le Duc de Bourgogne à la mort de Ternay.
| Flotte britannique                                | Flotte britannique | Flotte britannique | Flotte britannique            | Flotte britannique | Flotte britannique | Flotte britannique | Flotte britannique                                                                                  | Flotte britannique | Flotte britannique | Flotte britannique |
| Navire                                            | Rang               | Canons             | Commandant                    | Victimes           | Victimes           | Victimes           | Notes                                                                                               |                    |                    |                    |
| Navire                                            | Rang               | Canons             | Commandant                    | Tués               | Blessés            | Total              | Notes                                                                                               |                    |                    |                    |
| ------------------------------------------------- | ------------------ | ------------------ | ----------------------------- | ------------------ | ------------------ | ------------------ | --------------------------------------------------------------------------------------------------- | ------------------ | ------------------ | ------------------ |
| Robust                                            | Troisième rang     | 64                 | Capitaine Phillips Cosby (en) | 15                 | 21                 | 36                 | |                    |                    |                    |
| Europe                                            | Troisième rang     | 64                 | Capitaine Smith Child (en)    | 8                  | 19                 | 27                 | |                    |                    |                    |
| Prudent                                           | Troisième rang     | 64                 | Capitaine Thomas Burnet       | 7                  | 24                 | 31                 | |                    |                    |                    |
| Royal Oak                                         | Troisième rang     | 74                 | Captain William Swiney        | 0                  | 3                  | 3                  | Pavillon d'Arbuthnot                                                                                |                    |                    |                    |
| London                                            | Deuxième rang      | 90                 | Capitaine David Graves        | 0                  | 0                  | 0                  | Pavillon de Sir Thomas Graves                                                                       |                    |                    |                    |
| Adamant                                           | Quatrième rang     | 50                 | Capitaine Gideon Johnstone    | 0                  | 0                  | 0                  | |                    |                    |                    |
| Bedford                                           | Troisième rang     | 74                 | Capitaine Edmund Affleck      | 0                  | 0                  | 0                  | Morrissey attribue à tort 64 canons au Bedford; d'autres sources, affirment qu'il en embarquait 74. |                    |                    |                    |
| America                                           | Troisième rang     | 64                 | Capitaine Samuel Thompson     | 0                  | 0                  | 0                  | |                    |                    |                    |
| Total des pertes: 30 tués, 67 blessés, Total : 97 |                    |                    |                               |                    |                    |                    | |                    |                    |                    |

Autres bâtiments
- Guadalupe (frégate, 28, Hugh Robinson)[6]
- Pearl (frégate, 32, George Montagu)[6]
- Iris (frégate, 32, George Dawson)[6]
- Medea (frégate, 28, Henry Duncan)[6]

| Flotte française                                    | Flotte française | Flotte française | Flotte française                                  | Flotte française | Flotte française | Flotte française | Flotte française | Flotte française | Flotte française | Flotte française |
| Navire                                              | Rang             | Canons           | Commandant                                        | Victimes         | Victimes         | Victimes         | Notes |                  |                  |                  |
| Navire                                              | Rang             | Canons           | Commandant                                        | Tués             | Blessés          | Total            | Notes |                  |                  |                  |
| --------------------------------------------------- | ---------------- | ---------------- | ------------------------------------------------- | ---------------- | ---------------- | ---------------- | --- | ---------------- | ---------------- | ---------------- |
| Le Conquérant                                       | Troisième rang   | 74               | Charles-Marie de La Grandière                     | 31               | 41               | 72               | |                  |                  |                  |
| La Provence                                         | Troisième rang   | 64               | Louis-André-Joseph de Lombard (en)                | 1                | 7                | 8                | |                  |                  |                  |
| Ardent                                              | Troisième rang   | 64               | Vicomte de Bernard de Marigny                     | 19               | 35               | 54               | |                  |                  |                  |
| Le Neptune                                          | Troisième rang   | 74               | Charles Magon, comte de Médine                    | 4                | 2                | 6                | Morrissey et Mahan affirment que Le Neptune était le navire amiral du capitaine Des Touches. |                  |                  |                  |
| Le Duc de Bourgogne                                 | Troisième rang   | 80–84            | Louis Nicolas, baron de Durfort                   | 6                | 5                | 11               | Morrissey confond apparemment ce bâtiment avec Le Bourgogne, 74 canons ; les autres sources l'identifient unanimement comme étant Le Duc de Bourgogne. Lapeyrouse-Bonfils 1845, p. 170 affirme qu'il ne comptait que 80 canons, et qu'il arborait le pavillon de Des Touches. Mahan 1898, p. 492 affirme qu'il emportait 84 canons. |                  |                  |                  |
| Le Jason (en)                                       | Troisième rang   | 64               | Jean-Isaac Chadeau de la Clocheterie              | 5                | 1                | 6                | |                  |                  |                  |
| L'Éveillé                                           | Troisième rang   | 64               | Armand Le Gardeur de Tilly                        | 1                | 3                | 4                | |                  |                  |                  |
| Le Romulus                                          | Cinquième rang   | 44               | Jacques-Aimes le Saige, Chevalier de la Villébrun | 2                | 1                | 3                | Il s'agit d'une frégate à deux-ponts, construite en 1777 et capturée à la Royal Navy. |                  |                  |                  |
| Total des pertes : 69 tués, 95 blessés, Total : 164 |                  |                  |                                                   |                  |                  |                  | |                  |                  |                  |

Autres bâtiments
- L'Hermione (frégate, 36, Louis-René-Madelène le Vassor, Comte de Latouche-Tréville)[6],[12]
- La Gentille (frégate, 32, M. de Maingand[16])[6]
- La Fantasque (14, M. de Vaudoré)[17]

## Sources et bibliographie
En français
- Thomas Balch, Les Français en Amérique pendant la guerre de l’Indépendance des États-Unis 1777-1783, 1872 [détail des éditions]
- Christian de La Jonquière, Les Marins Français sous Louis XVI : Guerre d'Indépendance Américaine, Issy-les-Moulineaux, Issy-les-Moulineaux Muller, 1996 (ISBN 978-2-904255-12-0, OCLC 243902833, LCCN 99224856)
- Léonard Léonce Lapeyrouse-Bonfils, Histoire de la Marine Française, vol. 3, Paris, Dentu, 1845 (OCLC 10443764, lire en ligne), p. 166
- Jean Mascart, La Vie et les Travaux du Chevalier Jean-Charles de Borda, 1733–1799, Paris, Presses Paris Sorbonne, 2000 (1re éd. 1919), 817 p. (ISBN 978-2-84050-173-2, OCLC 264793608, présentation en ligne), p. 453
- Olivier Chaline (dir.), Philippe Bonichon (dir.) et Charles-Philippe de Vergennes (dir.), Les marines de la Guerre d’Indépendance américaine (1763 – 1783) : L’opérationnel naval, t. 2, Paris, PUPS, 2018, 457 p. (ISBN 979-10-231-0585-8)

En anglais
- (en) Thomas Willing Balch et Balch, Edwin Swift ; Balch, Elise Willing, The French in America During the War of Independence of the United States, 1777–1783, vol. 2, Philadelphie, Porter & Coates, 1895 (OCLC 2183804, lire en ligne)
- (en) Robert Beatson, Naval and military Memoirs of Great Britain, From 1727 to 1783, vol. 6, Londres, Longman, Hurst, Rees and Orme, 1804 (OCLC 4643956)
- (en) Burke Davis, The Campaign That Won America : the Story of Yorktown, New York, Dial Press, 1970 (OCLC 248958859)
- (en) Asa Bird Gardiner, The Order of the Cincinnati in France : its organization and history, with the military or naval records of the French members who became such by reason of qualifying service in the army or navy of France or of the United States in the War of Revolution for American Independence, Rhode Island State Society of Cincinnati, 1905 (OCLC 5104049, lire en ligne)
- (en) Peter Goodwin, Nelson's Ships : A History Of The Vessels In Which He Served, 1771–1805, Mechanicsburg, PA, Stackpole Books, 2002, 283 p. (ISBN 978-0-8117-1007-7, OCLC 249275709, LCCN 81008798)
- (en) Alfred Thayer Mahan, Major Operations of the Royal Navy, 1762–1783 : Being chapter XXXI in The royal navy. A history, Boston, Little, Brown, 1898 (OCLC 46778589, lire en ligne)
- (en) Michael McCarthy, Ships' Fastenings : From Sewn Boat to Steamship, College Station, TX, Texas A&M University Press, 2005, 1re éd., 248 p. (ISBN 978-1-58544-451-9, OCLC 467080350, LCCN 2005002898, présentation en ligne)
- (en) Brendan Morrissey, Yorktown 1781 : the World Turned Upside Down, Londres, Osprey, 1997, 1re éd., 96 p., poche (ISBN 978-1-85532-688-0, OCLC 39028166)
- (en) James Breck Perkins, France in the American Revolution, Boston, Houghton Mifflin, 1911 (OCLC 177577, lire en ligne)
- (en) David Lee Russell, The American Revolution in the Southern Colonies, Jefferson, NC, McFarland, 2000, 367 p. (ISBN 978-0-7864-0783-5, OCLC 44562323, LCCN 00056869, présentation en ligne)
- (en) Fitz-Henry Smith, The French at Boston during the Revolution : With Particular Reference to the French Fleets and the Fortifications in the Harbor, Boston, self-published, 1913 (OCLC 9262209, lire en ligne), p. 58